# SS전국지도자

SS전국지도자의 기

SS전국지도자(독일어: Reichsführer-SS 라이히스퓌러-슈츠스타펠[*])는 1925년부터 1945년 사이에 존재했던 특별한 SS계급이다. 그 아래 계급들을 SS대장, SS상급대장이라고 부르듯이 SS장관이라고도 한다. 1925년부터 1933년까지는 직책을 나타내는 칭호였으며, 1934년 후부터는 친위대의 최상위 계급이 되었다. 1933년 하인리히 힘러의 정식 계급은 SS-Obergruppenführer, 즉 상급집단지도자였고, 직함이 SS전국지도자였다. 룀 숙청 사건 이후 전국지도자로 불리길 좋아하던 힘러가 아예 직함의 명칭에서 최상위 계급으로 바꾼 것이다.

## 정의
SS전국지도자는 칭호인 동시에 계급이었다. "전국지도자"라는 칭호는 요제프 베리톨트에 의해 1926년에 제정되었다. 베리톨트의 전임자였던 율리우스 시레크는 전국지도자라는 칭호를 결코 사용하지 않았으나 후에 소급 적용되었다. 1929년 하인리히 힘러가 전국지도자가 되었고, 그는 정규 SS계급보다 이 칭호를 사용하길 더 좋아했다. 이 전례 때문에 SS 총수(장관)는 전국지도자라 불리게 되었으며, 1934년 힘러의 이러한 전국지도자 칭호는 돌격대를 숙청한 "장검의 밤 사건" 이후 실제 계급으로 변화되었다.
장검의 밤 이후 SS전국지도자는 SS 최고 계급이 되었으며, 국방군 원수와 동등한 위치로 자리매김하게 되었다.
1934부터 1944년까지 힘러가 자신의 개인 칭호를 계급으로 승격해 계속해서 사용하고 있는 동안 SS에는 다른 전국지도자가 존재하지 않았으며, 사실상 상술한 대로 SS의 총수인 힘러만이 가진 계급이었다. 그러나 힘러가 비밀리에 연합국 인사들과 접촉하여 평화 협상 등을 시도하고 있다는 사실이 알려지자 분노한 히틀러는 힘러를 직위 해제하였으며, 히틀러는 자살 하루 전인 1945년 4월 29일, SS전국지도자의 자리에 카를 항케를 임명했다. 

## 역대 SS전국지도자
이 칭호이자 계급이 존재했던 25년의 기간 동안 SS전국지도자를 역임한 사람은 총 5명이 존재한다. 3명은 칭호로서, 2명은 실제 SS계급으로서 SS전국지도자를 역임했다.
- 율리우스 시레크(Julius Schreck) 1925년~1926년
- 요제프 베르크톨트(Joseph Berchtold) 1926년~1927년
- 에르하르트 하이덴(Erhard Heiden) 1927년~1929년
- 하인리히 힘러(Heinrich Himmler) 1929년~1945년
- 카를 항케(Karl Hanke) 1945년

카를 항케는 SS의 마지막 지도자로서 1945년에 4월에 전국지도자가 되었다. 하지만 5월 초까지 그 사실이 공표되지 않았다. 항케는 1945년 6월 8일 체코 포로 수용소에서 탈출을 시도하다 죽음을 당했다.

## 같이 보기
- SS전국지도자 전속참모진